# Pilates
Pilates, auch Pilates-Methode genannt, ist ein systematisches Ganzkörpertraining zur Kräftigung der Muskulatur, primär von Beckenboden-, Bauch- und Rückenmuskulatur. Das Pilatestraining kann auf der Matte und an speziell entwickelten Geräten stattfinden. Entwickelt wurde es von Joseph Hubertus Pilates (1883–1967). Er nannte seine Methode zunächst Contrology, da es bei Pilates darum geht, die Muskeln mit Hilfe des Geistes zu steuern.
Da „Pilates“ kein geschützter Begriff ist und eine einheitlich festgeschriebene Ausbildung fehlt, gibt es weltweit viele unterschiedlich arbeitende Pilatestrainer.

## Geschichte
Joseph Hubertus Pilates arbeitete als junger Mann als Brauereigehilfe und ging 1912/13 nach England. Nach eigenen Angaben arbeitete er dort mit seinem Bruder Frederick als Zirkusartist und die beiden traten als „Römische Gladiatoren“ auf. Allerdings ist das nicht belegt. Pilates schlug sich dann vermutlich mit einer Vielzahl von Jobs durch. Als Deutscher wurde er zu Beginn des Ersten Weltkrieges in Großbritannien interniert. In dieser Zeit entwickelte er das Konzept eines ganzheitlichen Körpertrainings, das zu einer guten Kondition und Haltung beitragen sollte, und zwar zunächst für mit ihm internierte Soldaten.

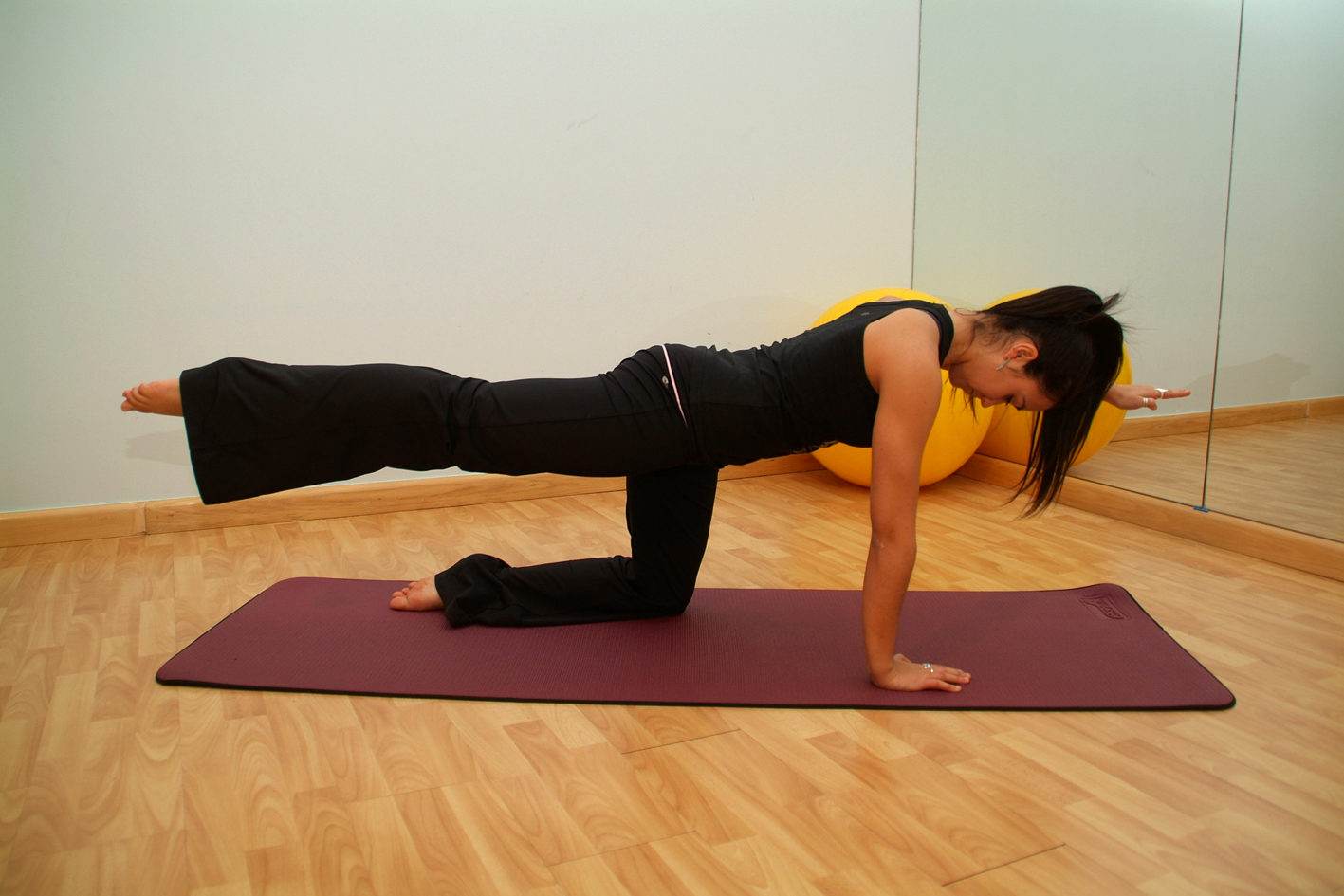
Eine typische Übung

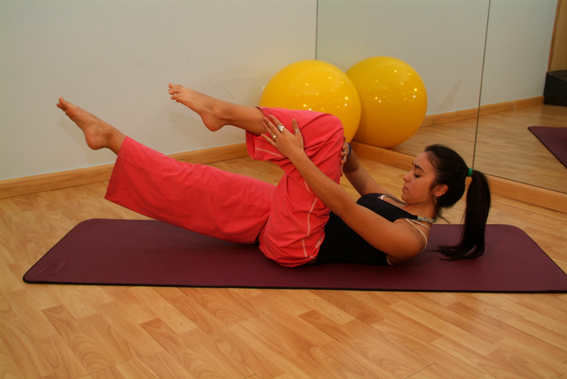
Eine weitere Übung

Nach seiner Rückkehr aus England hielt sich Pilates ungefähr in der Zeit von 1920 bis 1925 in Hamburg auf. Dort trainierte er wohl die Hamburger Polizei in Selbstverteidigung und unterrichtete auch verschiedene Privatklienten. In dieser Zeit fing er wohl auch mit der Erfindung der Pilates-Maschinen an.
Pilates wanderte 1926 in die USA aus. Mit seiner Lebensgefährtin und späteren Ehefrau Clara, die er auf dem Schiff nach Amerika kennengelernt hatte, eröffnete er ein Trainingsstudio – auf Anregung von Rudolf von Laban im Gebäude des New York City Ballet, was die Nähe der Methode zum Tanz erklärt. In den frühen 1960er-Jahren zählten viele New Yorker Tänzerinnen zu ihren Kunden, wodurch die einst für Männer entwickelte Trainingsmethode nach und nach eine immer weiblichere Wahrnehmung bekam.
1965 eröffnete Joseph Pilates ein zweites Pilates-Studio im Henri-Bendel-Kaufhaus in New York, das in der West 57th Street lag. Bendel zahlte laut den Prozessakten zum Pilates-Namensstreit Clara Pilates zeit ihres Lebens für den Betrieb des Studios ein Honorar. Das Studio wurde von 1967 bis 1972 von der von Joseph Pilates ausgebildeten Naja Cori betrieben. Von 1972 bis zur Schließung des Studios 1988 war Kathy Grant dessen Leiterin.
Die entscheidende Person bei der Bewahrung des klassischen Pilates war seine Schülerin Romana Kryzanowska (1923–2013), die zuerst etwa 1940 mit Pilates und seiner von ihm selbst „Contrology“ genannten Methode in Berührung kam und seit 1958 mit ihm zusammenarbeitete. Sie unterrichtete bis zu ihrem Tod im Jahr 2013.
Im Jahre 1967 starb Pilates im Alter von 83 Jahren, ohne ein Testament zu hinterlassen oder die Nachfolge und Weiterführung seiner Arbeit geregelt zu haben. Zu seinen Lebzeiten eröffneten lediglich zwei seiner Schüler eigene Pilates-Studios: Bob Seed und die aus Deutschland geflohene Carola Trier, eine Tochter von Eduard Strauss. In den 1990er Jahren wurde Pilates zum Wellness-Trend und von immer mehr Fitnessstudios und anderen Anbietern aufgegriffen. Für das Fortleben seiner Ideen sorgten Schüler, die eigene Studios eröffneten und die Methode weiterentwickelten.

## Die Methode

### Grundlagen
Die Pilates-Methode ist ein ganzheitliches Körpertraining, in dem vor allem die tief liegenden, kleinen und meist schwächeren Muskelgruppen angesprochen werden, die für eine korrekte und gesunde Körperhaltung sorgen sollen. Das Training umfasst Kraftübungen, Stretching und bewusste Atmung. Es ist bedingt auch zur Rehabilitation nach Unfällen geeignet. Wichtig ist eine fachliche Einführung in die Methode, um Bewegungs- und Haltungsfehler zu vermeiden. Generell ist die Verletzungsgefahr jedoch eher gering.
Angestrebt werden die Stärkung der Muskulatur, die Verbesserung von Kondition und Bewegungskoordination, eine Verbesserung der Körperhaltung, die Anregung des Kreislaufs und eine erhöhte Körperwahrnehmung. Grundlage aller Übungen ist das Trainieren des so genannten „Powerhouses“, womit die in der Körpermitte liegende Muskulatur rund um die Wirbelsäule gemeint ist, die so genannte Stützmuskulatur. Die Muskeln des Beckenbodens und die tiefe Rumpfmuskulatur werden gezielt gekräftigt. Alle Bewegungen werden langsam und fließend ausgeführt, wodurch die Muskeln und die Gelenke geschont werden. Gleichzeitig wird die Atmung geschult.
Anfänger sollten das Training nach Ansicht von Anbietern mit einer Einzelstunde bei einem klassisch ausgebildeten Trainer beginnen und danach zu Geräten wechseln, die sie bei der exakten Ausführung der Übungen unterstützen. Pilates hat die fünf klassischen Geräte (Reformer, Cadillac, Chair, Barrel, Spine Corrector) erfunden, um den Schülern eine Unterstützung bei der Ausführung der Übungen zu geben. Das weit verbreitete Mattentraining wird erst für Fortgeschrittene empfohlen. Die rund 500 Pilates-Übungen wechseln ab zwischen Dehnung und Kräftigung der Muskulatur.

### Wichtige Prinzipien
Der Begriff Pilates-Prinzipien wurde erstmals in dem 1980 veröffentlichten ersten Buch über Pilates The Pilates Method of Physical and Mental Conditioning erwähnt. Joseph Pilates selbst verwendete das Wort Prinzipien übrigens nicht. Die Prinzipien sind also etwas, was später aus der Methode extrahiert wurde. Die sechs Prinzipien wurden später in anderen Büchern über Pilates nahezu gleichlautend verwendet.
Die sechs Prinzipien, die Friedman & Eisen beschreiben, sind:
- Konzentration – concentration
- Zentrierung – centering
- Kontrolle – control
- Atmung – breathing
- Präzision – precision
- Fluss – flowing movement

Später wurden diese oft um weitere Prinzipien ergänzt. Hier eine Beschreibung der häufig genannten Prinzipien:
Kontrolle
Ein wesentlicher Grundsatz des Trainings ist die kontrollierte Ausführung aller Übungen und Bewegungen. Dadurch sollen auch die kleineren „Helfermuskeln“ gestärkt werden.
Konzentration
Mit Hilfe von Konzentration sollen Körper und Geist in Harmonie gebracht werden. Jede Bewegung soll mental kontrolliert werden, die Aufmerksamkeit soll ganz auf den Körper gerichtet sein. Um die Konzentrationsfähigkeit während der Übungen behalten zu können, wird beim Pilates grundsätzlich auf Alkohol oder andere berauschende Mittel verzichtet, und es gibt auch keine Hintergrundmusik während des Trainings.
Atmung
Bewusste Atmung spielt bei Pilates eine wichtige Rolle. Sie soll Verspannungen entgegenwirken und die Kontrolle über den Körper erhöhen. Deshalb wird die Atmung in das Zwerchfell trainiert.
Zentrierung
Mit Zentrierung ist die Stärkung der Körpermitte gemeint, das so genannte Powerhouse, das vom Brustkorb bis zum Becken reicht und alle wichtigen Organe enthält. Die Stärkung der Powerhouse-Muskulatur kräftigt vor allem den Rücken und kann sich bei Rückenschmerzen positiv auswirken.
Entspannung
Bewusste Entspannung soll helfen, Verspannungen aufzufinden und zu lösen. Entspannung ist bei Pilates jedoch nicht das Gegenteil von Körperspannung.
Fließende Bewegung
Alle Übungen werden in fließenden Bewegungen ausgeführt, ohne längere Unterbrechungen. Es gibt keine abrupten isolierten Bewegungen.
Power Engine, Powerhouse
Der Begriff „Power Engine“ stammt von Moshé Feldenkrais. Beim Pilates wird vom „Powerhouse“ gesprochen. Damit ist das muskuläre Netzwerk, das die grundsätzliche Stabilität und Kontrolle in der lumbopelvischen Region bereitstellt, gemeint. Dieses Netzwerk besteht aus Beckenbodenmuskel, Transversus, Multifidus, Zwerchfell, den Muskeln der inneren Oberschenkel und den Muskeln rund um die Sitzknochen.
Posterior laterale Atmung
Posterior laterale Atmung erleichtert die bibasale Expansion der Rippen. Um diese Atmung zu beherrschen, müssen zuerst die Rippen erweitert und wieder losgelassen werden, ohne dabei das Atmen zur Hilfe zu nehmen. Die Ein- und Ausatmung erfolgt dann instinktiv als Antwort auf die Expansion und das Loslassen der Rippen.

## Anwendungen
Die Mehrheit der bestätigten Forschungen auf dem Gebiet der Dysfunktionen der unteren Rücken- und Beckenbodenmuskulatur belegen, dass Probleme der unteren Rückenmuskulatur stark mit einer geometrischen Funktionsstörung des Tiefenmuskulatur-Korsettsystems (englisch deep muscle corset system, abgekürzt DMCS) korrelieren.
Das DMCS ist eine „muskuläre Synergie“ aus dem Musculus transversus abdominis, den tiefen Fasern des Musculus multifidus lumborum, dem Zwerchfell und der Beckenbodenmuskulatur. Es wird auch „Power Engine“ (power house) – das „Kraftwerk“ des Körpers – genannt. Das DMCS stellt segmentale Stabilität im Becken und in der Wirbelsäule her, indem es intervertebrale (d. h. zwischen den einzelnen Wirbeln) und segmentale Bewegungen des Beckens verhindert.

## Kritik
Vielfach wird kritisiert, dass die Bezeichnung „Pilates-Trainer“ nicht geschützt ist. Zahlreiche Trainer hätten nur einen Wochenend-Crashkurs absolviert. Tatsächlich sei aber eine umfassende Ausbildung notwendig, um das vollständige Pilatestraining zu erlernen und dabei auch Kenntnis möglicher Risiken zu erlangen.
Eine 2015 vom australischen Gesundheitsministerium in Auftrag gegebene Studie über verschiedene alternativmedizinische Verfahren fand für Pilates bestenfalls eine schwache Wirksamkeit für unteren Rückenschmerz.

## Ausbildung in Deutschland
Fachkräfte aus dem Sport- und Therapiebereich haben die Möglichkeit einer Pilates-Ausbildung bzw. -Fortbildung. Dazu zählen Physiotherapeuten, Krankengymnasten, Masseure, medizinische Bademeister, Sporttherapeuten, Trainer (A-Lizenz), Bewegungstherapeuten, Ergotherapeuten, Dipl.-Sportlehrer, Sportwissenschaftler, Reha-Trainer und Gymnastiklehrer. Für den Status eines Präventionstrainers nach § 20 SGB V ist eine Beantragung des Kurs-Konzeptes bei der Zentralen Prüfstelle Prävention (ZPP) notwendig, die in Absprache mit dem Deutschen Pilates Verband e. V. (DPV) folgende Rahmenbedingungen verlangt: Eine Mitgliedschaft im Deutschen Pilates Verband e. V. und eine Anerkennung der Pilates-Mattenausbildung durch die ZPP setzt eine Ausbildung von mindestens 60 Zeitstunden Präsenzunterricht an 8 Unterrichtstagen (Unterrichtszeit max. 7,5 Std., zzgl. 1,5 Std. Pause) und 15 Stunden Hospitation voraus. Darüber hinaus muss der Antragsteller – vor allem Physiotherapeuten – nachweisen, dass er in der Lage ist, sachkundig, kompetent und professionell Übungsgruppen anzuleiten. Das erfolgt nach erfolgter Lehrprobe in Form einer Lehrbefähigungs-Bescheinigung. Ausbildungen werden von Physiotherapie-Verbänden und von auf Pilates-Ausbildungen spezialisierten Anbietern angeboten.